# تروی دنیلز
تروی دنیلز (انگلیسی: Troy Daniels؛ زادهٔ ۱۵ ژوئیهٔ ۱۹۹۱) بازیکن بسکتبال اهل ایالات متحده آمریکا است.
از باشگاه‌هایی که در آن بازی کرده‌است می‌توان به هیوستون راکتس، شارلوت هورنتس، فینیکس سانز، مینه‌سوتا تیمبرولوز، و لس آنجلس لیکرز اشاره کرد.